# Droit de la famille
Le droit de la famille, est  une branche du droit privé régissant les relations d'un ensemble d'individus unis par un lien de parenté, d'alliance. Il traite notamment du mariage, des autres formes éventuelles d'union civile, du divorce ou de la séparation de corps, des différentes formes de la filiation, de l'autorité parentale, de la transmission de nom de famille. Exercé par des magistrats spécialisés dans les affaires familiales ou non, il représente dans de nombreux pays une part importante des affaires traitées en matière de droit civil.
S'il n'existe aucune définition juridique internationalement reconnue de la famille, le droit de la famille est néanmoins concerné par plusieurs conventions et traités internationaux, notamment par la Convention internationale des droits de l'enfant (CIDE) rédigée sous l'égide de l'ONU en 1989 dans le but de reconnaître et protéger les droits spécifiques des enfants. La CIDE a par exemple créé un principe juridique d'interprétation générale, l'intérêt supérieur de l'enfant, repris largement par le droit de la famille dans un grand nombre de pays.

## Alliance
Le droit de la famille a toujours pour origine une alliance qui peut provenir soit d'un mariage, d'un concubinage ou d'une autre forme d'union civile.
Le mariage est un des principaux aspects du droit de la famille. Il a été classiquement défini comme « l'institution par laquelle un homme et une femme s'unissent pour vivre en commun et fonder une famille », mais cette définition évolue avec l'extension dans le monde des législations sur le mariage entre personnes de même sexe. Pour que le mariage affecte la famille (établissement de filiation, attribution du nom...), il doit être juridiquement considéré comme valable et stable.
Le mariage pour être déclaré valable doit obéir à un certain nombre de conditions de forme et de fond. Les conditions de forme correspondent aux modes de célébration et d'enregistrement de la cérémonie: passage devant une autorité religieuse (mariage religieux), ou civile (mariage civil). Les conditions de fond du mariage correspondent aux règles d'admission, concernant chaque époux (consentement, capacité juridique, âge requis (nubilité), état de célibat sauf en cas de polygamie) et la qualité du couple: absence de liens familiaux préexistant (prohibition de l'inceste), sexe différent (sauf dans les pays où le mariage entre personnes de même sexe est autorisé).
Le mariage entraîne pour les contractants un certain nombre de conséquences; il est le lieu privilégié de l'établissement de la filiation, de la transmission du nom et des biens. Il établit notamment la présomption de paternité : les enfants nés pendant le mariage ont pour père le mari de la mère. La transmission du nom découle généralement de la filiation : les enfants ont le nom de leur père et/ou de leur mère.
Le mariage se termine soit par la mort d'un/des époux soit par un divorce. Il peut aussi être aménagé par une séparation de corps.

## Filiation et descendance

### Adoption
Le droit de la famille est généralement la base des droits religieux. Dans les pays de droit civil, les principes de base sont inclus dans des dispositions du code civil ou code de la famille.

## Pour approfondir